# Gnaphalium rossicum
Gnaphalium rossicum là một loài thực vật có hoa trong họ Cúc. Loài này được Kirp. mô tả khoa học đầu tiên năm 1959.